# Yvan Cournoyer
Yvan Serge Cournoyer (Drummondville, 22 novembre 1943) è un ex hockeista su ghiaccio canadese.
Ha giocato come ala destra nella National Hockey League per i Montreal Canadiens per 16 stagioni, dal 1963 al 1978, vincendo 10 Stanley Cup.
Cournoyer è nato a Drummondville, nel Québec ed era sporannominato Roadrunner, per la sua piccola statura ed incredibile velocità, che attribuiva alle lame più lunghe dei suoi pattini.
È stato introdotto nella Hockey Hall of Fame nel 1982, mentre nel 2017 è stato inserito nella lista dei 100 migliori giocatori di hockey (100 Greatest NHL Players).

## Carriera

### NHL
Nel 1961 Cournoyer inizia a giocare ad hockey a livello junior con i Montreal Junior Canadiens nella Ontario Hockey Association. Per l'età di 18 anni l sviluppo muscolare delle sue gambe raggiunse un livello tale per cui aveva bisogno di pantaloni su misura per disputarele partite.
Debutta in NHL nel 1963 con i Montreal Canadiens, guadagnandosi un posto stabile in squadra già nel 1964, dopo sole 7 partite nell'American Hockey League con i Quebec Aces.
Inizialmente l'allenatore Toe Blake lo considerava carente in fase difensiva, e dunque non veniva schierato con regolarità, anche se spesso veniva fatto scendere in campo in situazioni di power play. La situazione cambiò nel 1968 quanto Toe Blake lasciò i Canadiens nel 1968 in seguito alla vittoria della Stanley Cup, e venne sostituito da Claude Ruel, che iniziò a schierare Cournoyer con regolarità. Nella stagione 1968-69 segnò 43 goal e venne nominato nel NHL Second All-Star Team.
Rella stagione 1972-73 realizza il suo record di goal, 47, e disputa i migliori playoff della sua carriera, segnando 15 goal e 10 assist in 17 partite. Queste prestazioni valgono la vittoria della Stanley Cup ai danni dei Chicago Black Hawks e l'assegnazione del Conn Smythe Trophy come miglior giocatore dei playoff.
Nel 1975 in seguito al ritiro di Henri Richard viene nominato capitano dei Montreal Canadiens. La grande velocità di Cournoyer è stata messa a dura prova specialmente nella stagione 1977, quando a causa di un problema alla schiena è stato costretto a saltare tutta la fase di plaoyoff.
Tornato in campo per la stagione 1977-78, ha registrato 24 goal e 29 assist in 68 partite, per un totale di 53 punti, come nella stagione precedente, nonostante sia risultato evidente come i problemi alla schiena abbiano penalizzato le sue prestazioni. Nonostante questo, nei playoff mette a segno 7 goal e 4 assist in 15 partite, contribuente alla terza vittoria consecutiva in campionato. La stagione successiva disputa solamente 15 partite, prima di essere costretto a ritirarsi a causa dei persistenti problemi fisici.
Al momento del ritiro, si trovava dietro solamente a Maurice Richard e Jean Béliveau nella lista dei migliori marcatori dei Canadiens. La vittoria di 10 Stanley Cup (a parimerito con Béliveau) posizionano Cournoyer al secondo posto per numero di vittorie, secondo solamente ad Henri Richard, capace di vincere il trofeo per ben 11 volte. La legacy di Cournoyer comprende diversi piazzamenti nelle top-10 delle statistiche tra i giocatori canadesi: 7° per numero di partite disputate (968), 4° per goal segnati (428), 7° per assist (435), 6° per punti segnati (863).

### Nazionale
Nel 1972, con la Nazionale Canadese, prende parte alle Summit Series, che vede i canadesi contrapposti alla Nazionale Sovietica in una serie di 8 partite. Cournoyer viene immortalato nella famosa foto, in cui Paul Henderson esulta in seguito al goal che decide la serie, fissando il punteggio dell'ultima partita sul 4-3 per il Canada. Cournoyer, aveva contribuito in modo decisivo alla vittoria, segnando il momentaneo goal del pareggio, del 3-3.

### Allenatore
Terminata la carriera da giocatore ha allenato i Montreal Roadrunners nella stagione 1994-95, ed è stato assistente allenatore dei Canadiens nella stagione 1996-97, per poi diventare ambasciatore ufficiale della squadra.

## Statistiche
| 1960-61    | Lachine Maroons           | MMJHL      | 42  | 37  | 31  | 68  | -   | -   | -  | -  | -   | -  |
| 1961-62    | Montreal Junior Canadiens | OHA        | 32  | 15  | 16  | 31  | 8   | 6   | 4  | 4  | 8   | 0  |
| 1962-63    | Montreal Junior Canadiens | OHA        | 36  | 37  | 27  | 64  | 24  | 10  | 3  | 4  | 7   | 6  |
| 1963-64    | Montreal Junior Canadiens | OHA        | 53  | 63  | 48  | 111 | 30  | 17  | 19 | 8  | 27  | 15 |
| 1963-64    | Montreal Canadiens        | NHL        | 5   | 4   | 0   | 4   | 0   | -   | -  | -  | -   | -  |
| 1964-65    | Montreal Canadiens        | NHL        | 55  | 7   | 10  | 17  | 10  | 12  | 3  | 1  | 4   | 0  |
| 1964-65    | Québec Aces               | AHL        | 7   | 2   | 1   | 3   | 0   | -   | -  | -  | -   | -  |
| 1965-66    | Montreal Canadiens        | NHL        | 65  | 18  | 11  | 29  | 8   | 10  | 2  | 3  | 5   | 2  |
| 1966-67    | Montreal Canadiens        | NHL        | 69  | 25  | 15  | 40  | 14  | 10  | 2  | 3  | 5   | 6  |
| 1967-68    | Montreal Canadiens        | NHL        | 64  | 28  | 32  | 60  | 23  | 13  | 6  | 8  | 14  | 4  |
| 1968-69    | Montreal Canadiens        | NHL        | 76  | 43  | 44  | 87  | 31  | 14  | 4  | 7  | 11  | 5  |
| 1969-70    | Montreal Canadiens        | NHL        | 72  | 27  | 36  | 63  | 23  | -   | -  | -  | -   | -  |
| 1970-71    | Montreal Canadiens        | NHL        | 65  | 37  | 36  | 73  | 21  | 20  | 10 | 12 | 22  | 6  |
| 1971-72    | Montreal Canadiens        | NHL        | 73  | 47  | 36  | 83  | 15  | 6   | 2  | 1  | 3   | 2  |
| 1972-73    | Montreal Canadiens        | NHL        | 67  | 40  | 39  | 79  | 18  | 17  | 15 | 10 | 25  | 2  |
| 1973-74    | Montreal Canadiens        | NHL        | 67  | 40  | 33  | 73  | 18  | 6   | 5  | 2  | 7   | 2  |
| 1974-75    | Montreal Canadiens        | NHL        | 76  | 29  | 45  | 74  | 32  | 11  | 5  | 6  | 11  | 4  |
| 1975-76    | Montreal Canadiens        | NHL        | 71  | 32  | 36  | 68  | 20  | 13  | 3  | 6  | 9   | 4  |
| 1976-77    | Montreal Canadiens        | NHL        | 60  | 25  | 28  | 53  | 8   | -   | -  | -  | -   | -  |
| 1977-78    | Montreal Canadiens        | NHL        | 68  | 24  | 29  | 53  | 12  | 15  | 7  | 4  | 11  | 10 |
| 1978-79    | Montreal Canadiens        | NHL        | 15  | 2   | 5   | 7   | 2   | -   | -  | -  | -   | -  |
| Totale NHL | Totale NHL                | Totale NHL | 968 | 428 | 435 | 863 | 255 | 147 | 64 | 63 | 127 | 47 |

## Palmarès

### Club
- Stanley Cup: 10

Montreal Canadiens: 1964-1965, 1965-1966, 1967-1968, 1968-1969, 1970-1971, 1972-1973, 1975-1976, 1976-1977, 1977-1978, 1978-1979

### Nazionale
- Summit Series: 1

1972

### Individuale
- Conn Smythe Trophy: 1

1973